# هيئة الشبان العالمية
هيئة الشبان العالمية (سابقًا جمعية الشبان المسلمين) هي جمعية اجتماعية تأسست بمدينة القاهرة عام 1346 هجريًا الموافق 1927، تهدف إلي تنمية الشباب المسلم في مجالات الفكر والثقافة والرياضة عن طريق عمل الندوات والمعسكرات. ولها فروع في جميع محافظات مصر. ويقع مقرها الرئيسي في محطة الإسعاف - رمسيس - القاهرة - مصر، وفي 29 يونيو 2019 قررت الجمعية العمومية الطارئة للجمعية تغير اسمها إلى هيئة الشبان العالمية.

## وصلات خارجية
- الموقع الرسمي للهيئة.